# Nellie McCoy
Nellie McCoy (12 de julio de 1883-7 de febrero de 1961)[cita requerida] fue una artista de vodevil y teatro en los Estados Unidos desde la década de 1890 hasta la de 1910. Nacida en una familia de artistas, McCoy y su hermana, Bessie McCoy, se dedicaron a espectáculos de circo y teatro desde una edad temprana, aunque tuvieron que viajar por todo el país y, finalmente, a nivel internacional debido al acoso de la Gerry Society. Después de que comenzaron a actuar juntas cuando eran adultas, Sam S. Shubert sugirió que comenzaran a actuar por separado para construir su propia notoriedad individual.
Los periódicos comentaban con frecuencia las capacidades de McCoy para bailar y cantar, aunque recibió atención adicional en dos incidentes separados donde el estrés de sus actuaciones provocó crisis mentales que resultaron en hospitalización en ambas ocasiones. Más tarde participó en actuaciones de vodevil y se hizo conocida por sus papeles en obras como The Earl and the Girl, The Silver Star y The Enchantress.

## Primeros años e infancia
Nacida en Baltimore de un par de artistas de circo, ella y su hermana, Bessie McCoy, se criaron en una familia formada en teatro, particularmente después de que su madre se convirtiera en actriz de carácter. McCoy comenzó a actuar con sus padres en papeles infantiles a partir de los cuatro años, y su primera actuación improvisada fue subir al escenario del circo y recrear las acciones del maestro de ceremonias de una manera más infantil. Sin embargo, el público y los aplausos la asustaron y huyó hacia su madre, diciendo en una entrevista de 1911 que era «la primera y última vez que huía de los aplausos».
Sus actuaciones juveniles posteriores terminaron siendo abordadas por la Gerry Society mientras protagonizaba A Trip to Chinatown con su hermana como niñas bailarinas cuando tenía once años. Esto resultó en que su familia se mudara de Nueva York y se uniera a los Russell Comedians. Mientras la familia continuaba sus viajes y actuaciones, las hermanas también pasaron un año en Londres y un año en Australia, con varios años de educación general en el medio.

## Carrera

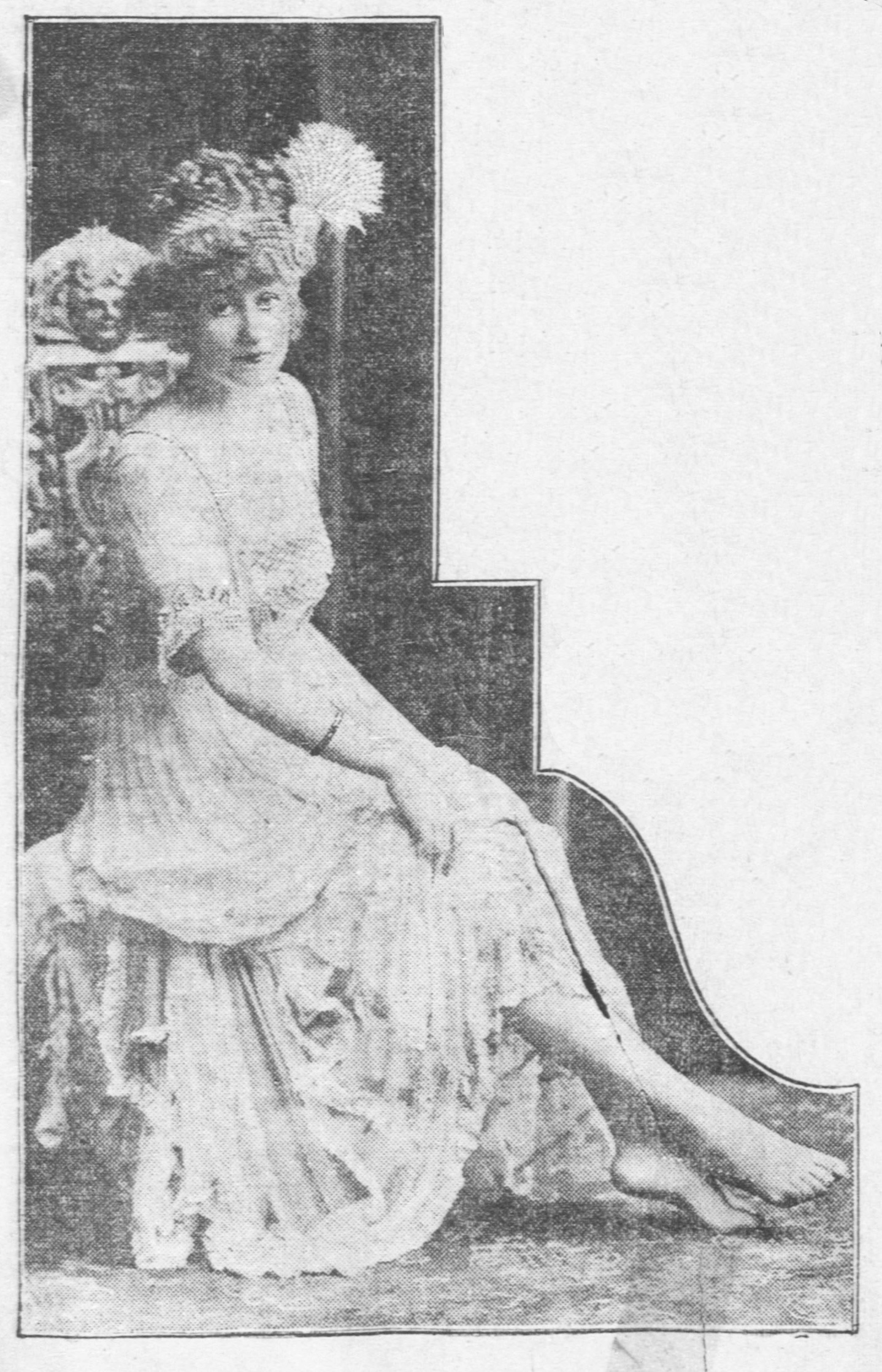
McCoy en un anuncio de 1912.

Las hermanas firmaron con la compañía Wober & Fields en 1903 y comenzaron a actuar en producciones teatrales del dramaturgo Charles H. Hoyt que fueron organizadas por Sam S. Shubert. Shubert sugirió que actuaran en futuras obras por separado para aumentar su popularidad individual, a lo que ambos aceptaron. Comenzaron a actuar en sus propias obras a partir de 1905. Durante la producción de 1905 de The Earl and the Girl, el papel de McCoy implica una «canción de borracho» y moverse a través de una serie de sombreros de seda, una escena que, según el Virginian-Pilot, «valía el precio de la entrada». Su baile también fue descrito por el Boston Evening Transcript como «una de las características más encantadoras y populares del espectáculo».
Las presentaciones posteriores del programa en 1905 hicieron que McCoy sintiera que el público no apreciaba su actuación, lo que la llevó a sufrir un colapso mental y su respuesta violenta resultó en su internación en el Hospital Bellevue. Después de que los médicos evaluaran que necesitaba un descanso prolongado, la trasladaron a un sanatorio privado en Riverdale, California. Se recuperó a principios del año siguiente y regresó a la producción de The Earl and the Girl. Arthur Sherman y H. A. Hardy escribieron una balada para ella titulada «Coy Nellie McCoy» y finalmente la introdujo en su actuación para la producción de la obra en curso.
En agosto de 1906, McCoy apareció como entretenimiento destacado en el Keith & Proctor's 23rd Street Theatre, con música que obtuvo de su trabajo en el teatro europeo. Al mismo tiempo, regresó a la nueva serie de The Earl and the Girl en el mismo papel que tenía anteriormente. Pero la tensión del trabajo provocó que sufriera otro ataque de nervios en noviembre de 1906 y fuera hospitalizada durante dos semanas. Luego su madre la llevó a su casa en la ciudad de Nueva York. A principios de 1910, McCoy comenzó una serie de apariciones de vodevil de cinco semanas, ampliando su participación en el estilo de teatro alternativo. Sus actuaciones incluyeron baile, pero también interpretó múltiples canciones.
El Washington Evening Star analizó el papel de McCoy en The Enchantress de 1911, señalando que si bien su papel no tenía nada que ver con la historia en curso de la obra, ella «justificó su presencia» con su baile y el «encanto deslumbrante de su actuación». En comparación con otros bailarines, la forma natural que utilizó ejemplificó su estilo personal que se vio realzado por «pequeños toques de pantomima humorística» que se extraen constantemente de su «ineagotable reserva de exuberancia». Durante la gira de la producción, también visitó varios salones de baile en cada ciudad en la que se detuvieron para aprender nuevas técnicas de danza que se estaban desarrollando en lugar de aquellas que son «antiguas y desgastadas por la historia». También creó accesorios especiales para su papel, como una rosa artificial hecha de satén que tuvo tres formas diferentes a lo largo de la obra.

## Vida personal
En 1912, durante la producción de The Enchantress, el heredero de artículos de cuero, George F. Finck Jr., le pidió a McCoy que se casara con él. Sin embargo, resultó que Finck tenía importantes problemas económicos, incluido el hecho de haber «pedido prestado» el coche que había estado utilizando para llevar a McCoy. Ella aceptó, pero él luego se retractó. En respuesta, ella lo demandó por 25 000 dólares en una demanda por incumplimiento de promesa en octubre de 1913.

## Teatro
- A Trip to Chinatown [5]
- A Stranger in New York (1897) [20] como Kittie Winns [21]
- The Night of the Fourth (1901) [22]
- Liberty Belles (1902) [23] como Mildred Ross [24]
- Medal and the Maid [5]
- M'mselle Napoleon [5]
- Fantana (1904) [25]
- Lady Teazle (1904) como bailarina [26]
- The Earl and the Girl (1905) como Daisy Fallowfield [27]
- A Night in a London Music Hall (1908) [28]
- The Silver Star (1909) [29]
- The Echo (1910) [30]
- The Enchantress (1911) como Marion Love [31]
- Sweethearts (1913) como Lizette [32]